# Mongoumba (subprefektur)
Mongoumba är en subprefektur i Centralafrikanska republiken.   Den ligger i prefekturen Lobaye, i den sydvästra delen av landet, 70 km söder om huvudstaden Bangui.
I omgivningarna runt Mongoumba växer i huvudsak städsegrön lövskog. Runt Mongoumba är det glesbefolkat, med 19 invånare per kvadratkilometer.